# 백운동 (광주)
백운동(白雲洞)은 광주광역시 남구의 법정동이다. 행정동 기준으로는 1985년에 백운1·2동으로 분동되었다.

## 주거

### 아파트
- 힐스테이트 백운 - 2016년 9월 입주 / 현대엔지니어링
- 한국토지주택공사
  - 백운휴먼시아 3단지 (국민임대) - 2011년 6월 입주 / 남양건설
  - 루엔시티 - 2011년 10월 입주 / 동양건설산업